# Marco Lokar
Marco Lokar (Trieste, 7 ottobre 1969) è un ex cestista italiano.

## Carriera
Triestino con padre sloveno, incomincia a giocare a 5 anni nella Bor di Trieste (poi Jadran), Don Bosco Trieste e Bishop McDevitt High School di Filadelfia. Nel 1985 gioca in B con la Jadran Trieste dove dopo due campionati viene convocato nella nazionale cadetti per gli Europei del 1985.
Passa due anni nella Pallacanestro Trieste allenata da Bogdan Tanjević con cui debutta in Serie A2, per poi decidere l'avventura americana alla Seton Hall University. Qui viene ricordato per i 41 punti realizzati contro la Pittsburgh University e per aver rifiutato di giocare con la bandiera americana cucita sulla maglietta durante la prima guerra del Golfo. Questa scelta portò all'ostilità del pubblico americano costringendolo al rimpatrio.
Ritorna in Italia per terminare la stagione a Trieste, che nel frattempo era risalita in A1, per poi giocare un anno a Napoli e tre a Trapani, sempre in A2. Dopo un anno e mezzo in B1 a Rieti, torna a calcare i parquet di A2 ad Avellino, poi assaggia nuovamente la massima serie a Gorizia, quindi Jesi e nuovamente Napoli, prima di una nuova parentesi trapanese in B1.
Ha giocato in serie C con i New Flying Balls Ozzano.

## Palmarès
- Bronzo Europei Cadetti (1985)